# 제8회 대구단편영화제
제8회 대구단편영화제는 2007년 10월 24일에 열린 시상식이다.

## 수상 및 후보

### 대상
- 명환이 셀카 - 이상근 수상

### 우수상
- S#1.당신 감독이에요? - 명영호 수상

### 연기상
- 구보씨 일보 - 임형태 수상

### 촬영상
- 쌍둥이들 - 한태용 수상

### 본선경쟁작
- 능곡 - 좌성한
- 골칫거리 - 장희민
- 불한당들 - 장훈
- 시란시란 - 송진우
- Coffee&Cookies - 이효정
- 영향 아래 있는 남자 - 정주리
- D-day - 이지애
- 행복하세요?! - 정순우
- 행복한 우리가족 - 윤홍기
- 짝사랑에 관하여 - 이보영
- The Bird - 김성길
- 새 신발 - 정광준

### 애플시네마
- CAPTURE - 김우식 수상
- 스쿠터 - 최윤태
- 빌딩 위의 남자 - 문형일
- 가족의 이해 - 최정윤
- 행복소주 - 송태진

### 초청작
- 민요 삼총사 - 이호경
- 쥐덫 - 한운
- 단편 손자병법 - 권혁재
- 십분간 휴식 - 이성태
- 어쩌다 마주친 - 강승표
- 도둑소년 - 민용근
- 락큰롤에 있어 중요한 것 세가지 - 정병길
- 다리들 - 이혜영
- 열정 가득한 이들 - 유승조
- Muscle Man - 곽기혁
- 프랑스 중위의 여자 - 백승빈
- 진영이 - 이성은
- Phantom - Jan Eichberg
- Die Umschulung - Marion Kellmann
- Apple On Tree - Astrid Rieger 외1명
- Knospen wollen explodieren - Petra Schoroder
- Anophtalmus - Katharina Pethke